# Eric Mayen
Eric Mayen (ur. 18 listopada 1953 w Zielonej Górze) – artysta malarz, fotograf specjalizujący się w fotografii panoramicznej.

## Życiorys
W 1978 roku opuścił Polskę i wyemigrował do Niemiec, jako uchodźca polityczny. W latach 1983–1988 studiował malarstwo i grafikę na Akademii Sztuk Pięknych w Monachium. Uzyskał dyplom w klasie Daniela Spoerri. W latach 2011–2015 wykładał fotografię na Uniwersytecie w Bonn. Mieszka i pracuje w Kolonii.

## Twórczość

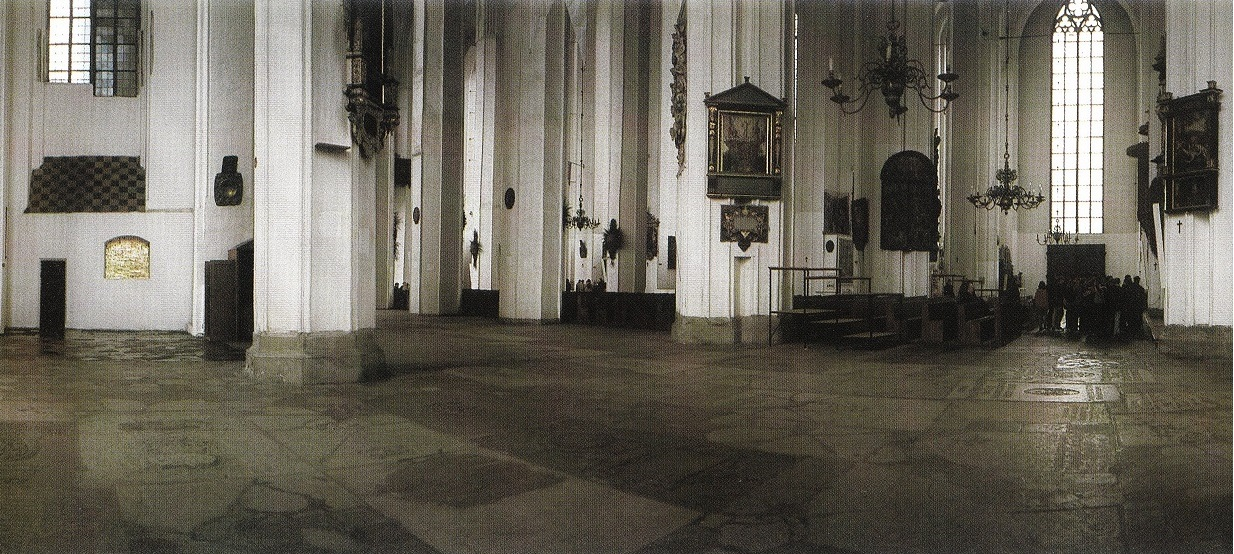
Eric Mayen, niger et aurum

Autor wystaw indywidualnych i zbiorowych w kraju i za granicą. Jego dzieła znajdują się w Imperial War Museum, Archidiecezji Kolońskiej oraz prywatnej kolekcji Hedwig Neven DuMont w Kolonii w Niemczech. Autor dzieła konceptualnego pt. niger et aurum (Czerń i złoto; 1997) – pozłoconej niszy w Kaplicy św. Marcina w bazylice Mariackiej w Gdańsku. W 2019 roku nisza stała się miejscem spoczynku prezydenta Gdańska Pawła Adamowicza, zmarłego w wyniku ran zadanych przez nożownika podczas Finału Wielkiej Orkiestry Świątecznej Pomocy.